# Jef Vermassen

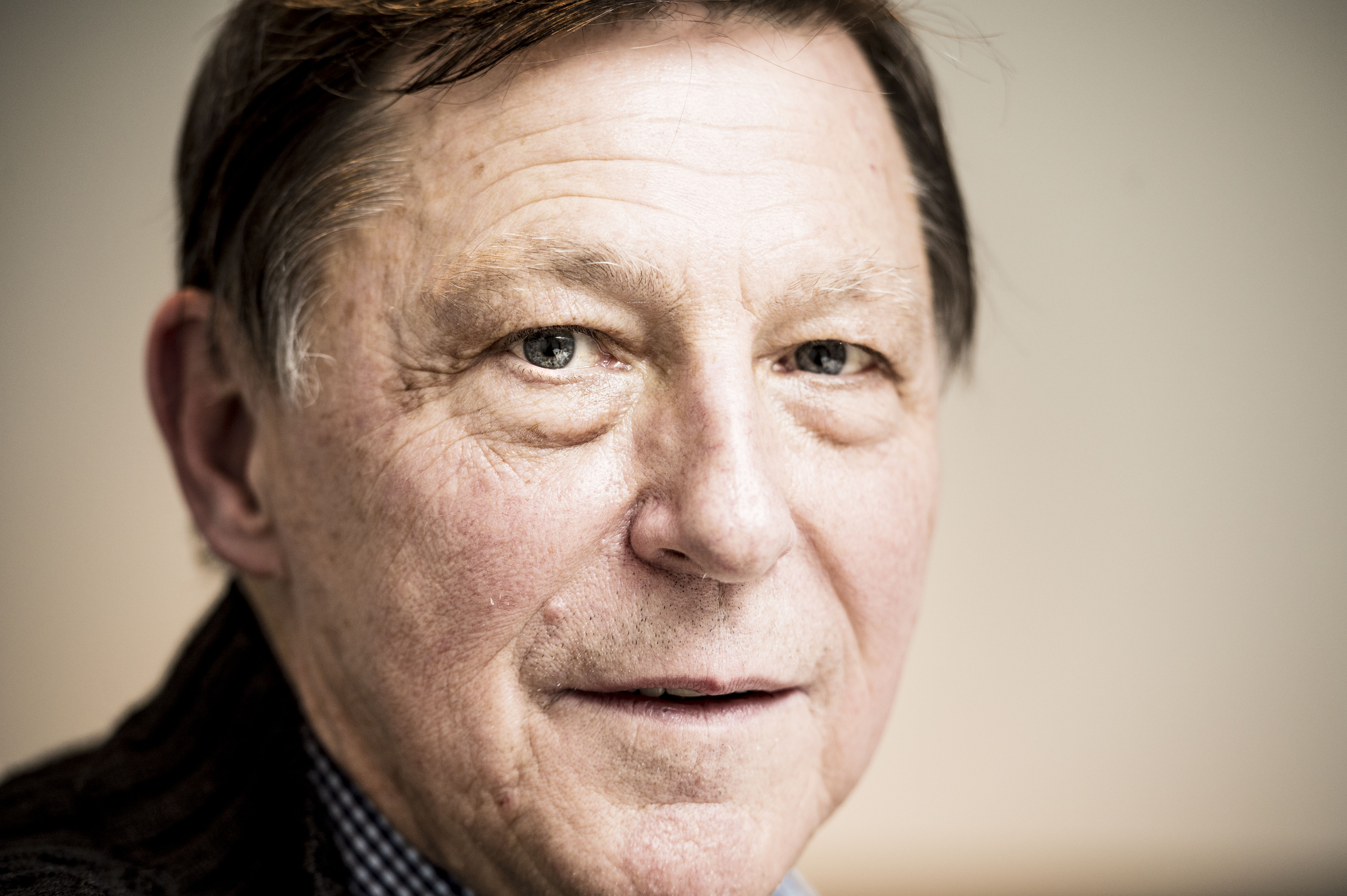
Jef Vermassen (december 2013)

Jef Vermassen (Aalst, 22 april 1947) is een Belgisch advocaat, strafpleiter en auteur.

## Levensloop

### Opleiding
Hij studeerde aan het Sint-Lievenscollege te Gent. In 1971 werd Vermassen doctor in de rechten aan de KU Leuven. Aan diezelfde universiteit haalde hij later ook nog het licentiaat in het notariaat (1971) en het licentiaat in de criminologische wetenschappen (1973).

### Professionele carrière
Sinds 1971 is Vermassen actief als advocaat. Hij verwierf bekendheid in Vlaanderen door de verdediging van verdachten en slachtoffers in grote moordzaken. Een van zijn eerste zaken was de verdediging van Freddy Horion waar hij sterk pleitte tegen de doodstraf. Hij bekwam over heel zijn carrière zo'n 17 vrijspraken van beschuldigden bij het hof van assisen, wat eerder zeldzaam is. Naar eigen zeggen verdedigt hij enkel beklaagden van wier onschuld hij overtuigd is of die hun misdaad hebben bekend. Hij stopte een tijd met assisenzaken toen hij er niet in slaagde een cliënte vrij te pleiten in de Oostkampse beerputmoord. Hij trad nadien vooral op als raadsman van burgerlijke partijen.
In de periode 2000-2010 verdedigde hij onder meer de rechten van de Belgische natuurlijke vader van Baby D., de belangen van de ouders van Luna Drowart bij de Moord op Oulematou Niangadou en Luna Drowart, de belangen van de familie Demoor bij de doodslag op Guido Demoor. Hij pleitte voor de familie van Els Van Doren, burgerlijke partij in de assisenzaak van de parachutemoord. Hij verdedigt de familie van Annick Van Uytsel in de Zaak-Janssen, alsook de ouders van twee vermoorde baby's bij de steekpartij in Sint-Gillis-bij-Dendermonde.
In het proces tegen Els Clottemans vertegenwoordigde hij de burgerlijke partijen. Door zijn aanpak oogstte hij tegenkanting maar hielp hij ook de openbare aanklager met het overtuigen van de jury. Zijn tegenstrever was advocaat Vic Van Aelst.
Jef Vermassen is ook advocaat van David Van de Steen, een van de weinige nog overlevende slachtoffers van de moordaanslagen van de Bende van Nijvel, waarover Vermassen al diverse ophefmakende uitspraken deed.

## Media
Vermassen was het onderwerp van de vierdelige serie Vermassen uit 2017, gemaakt door VTM Nieuws. Hij staat bekend voor zijn kennisrijke stijl en vermogen om ingewikkelde juridische zaken eenvoudig uit te leggen. Om die reden is hij een vaak gevraagde commentator in de Vlaamse pers en op de Vlaamse en Nederlandse televisie. Hij was zo al meermaals te gast in televisieshows, zoals De Tafel van Gert, en diverse podcasts, zoals De Zandloper, #weetikveel, Touché en Welcome to the AA. 